# 聶安達
聶安達（瑞典語：Anders Nelsson，1946年6月10日—），生於美國，為瑞典裔美國人，瑞典血統。香港著名音樂人、演員及電影配樂師。從1960年代開始就已在香港的樂壇活躍，並在1990年代積極重振香港的樂隊風潮，是著名的音樂幕後人員。後來因為在2000年亞洲電視的電視劇中《世紀之戰》飾演股神賽斯，所以又得「股神」這個外號。

## 背景
聶安達有1弟3妹，父母皆是瑞典裔的傳教人員，1950年4歲的聶安達隨父母從中國內地來港，在香港沙田道風山基督教堂長大，說得一口流利廣東話。他於1951年起入讀九龍小學，1958年於英皇佐治五世學校升讀中學，在校時是一名領袖生，同期於1961年至1966年間自修音樂。中學畢業後在麗的呼聲工作，參演電視劇《浴血太平山》和《再會太平山》，後加入無綫電視；首部無綫作品為香城浪子。
聶熱愛音樂，1962年組Band《The Kontinentals》第一次出騷，其後亦組織樂隊 The Inspiration 和 The Ming「盟」樂隊，推出作品包括為《啼笑姻緣》譜上英文歌詞的 This Time Tomorrow 。聶安達亦創辦《聶安達製作公司》(The Melody Bank) 為電影、電視作曲及配樂，作品有無綫電視電視劇《荳芽夢》主題曲等；曾憑《愛人女神》提名1983年香港電影金像獎最佳電影歌曲及《殭屍先生》奪得1986年香港電影金像獎最佳電影配樂；亦經常在電影電視劇中客串，例如翡翠台高清數碼廣播廣告（與楊思琦合作），他表示他最深記憶的是在猛龍過江的小角色。
1990年代，香港再度興起樂隊熱潮，聶安達亦是當中的一位積極分子，經常都有參與每年一度的嘉士伯流行音樂節，與香港的著名地下樂隊如ANODIZE等夾Band。後來擔當EMI唱片公司音樂總監，曾簽下鄭伊健及瑪俐亞等歌手。
2008年，推出多首著名中文歌曲重新填上英文歌詞的單曲，包括「月亮代表我的心」、「南泥灣」、「為你鍾情」等。

## 個人生活
聶安達於1978年與華人女子 Lau Kwai Mui 在瑞典結婚。

## 電影配樂作品
| 年份 | 作品         |
| ---- | ------------ |
| 1976 | 詠春大兄     |
| 1978 | 鱷魚頭黑煞星 |
| 1982 | 賓妹         |
| 1982 | 愛人女神     |
| 1983 | 三勇士       |
| 1984 | 不歸路       |
| 1985 | 偷情         |
| 1985 | 殭屍先生     |
| 1985 | 花街時代     |
| 1985 | 夏日福星     |
| 1985 | 時來運轉     |
| 1986 | 茅山學堂     |
| 1986 | 殭屍家族     |
| 1986 | 開心鬼精靈   |
| 1986 | 富貴列車     |
| 1987 | 小生夢驚魂   |
| 1987 | 呷醋大丈夫   |
| 1987 | 猛鬼差館     |
| 1987 | 七年之癢     |
| 1987 | 魔高一丈     |
| 1987 | 表哥到       |
| 1987 | 靈幻先生     |
| 1987 | 命帶桃花     |
| 1988 | 愛情謎語     |
| 1988 | 奸人本色     |
| 1988 | 靈幻小姐     |
| 1989 | 火燭鬼       |
| 1989 | 我愛唐人街   |
| 1989 | 一眉道人     |
| 1989 | 捉鬼大師     |
| 1992 | 新殭屍先生   |

## 電視劇演出

### 麗的電視／亞洲電視
- 1981年：浴血太平山 飾 威廉臣
- 1981年：再會太平山 飾 威廉臣
- 1983年：誓不低頭續集
- 1983年：少女慈禧 飾 巴夏禮
- 1985年：魅力九龍塘 飾 Gary
- 1988年：賽金花 飾 克林德
- 1988年：張保仔 飾 特文
- 2000年：世紀之戰 飾 賽斯

### 無綫電視
- 1982年：香城浪子 飾 Robinson / 校　長
- 1984年：鹿鼎記 飾 高理津
- 2002年：皆大歡喜 飾 大衛
- 2006年：飛短留長父子兵 飾 Thomas
- 2007年：寫意人生 飾 Nelson
- 2007年：歲月風雲
- 2007年：蘭花刼 飾 皮亞斯
- 2012年：怒火街頭2 飾 岳威廉
- 2012年：名媛望族 飾 洋人工務官
- 2012年：雷霆掃毒 飾 神父
- 2013年：上海傳奇 飾 亞當斯
- 2015年：以和為貴 飾 Michael
- 2016年：殭 飾 未來人
- 2018年：逆緣 飾 Mr. Nelson
- 2018年：是咁的，法官閣下 飾 神父 Garcia

## 電影演出
| 年份 | 作品                     | 角色     |
| ---- | ------------------------ | -------- |
| 1972 | 猛龍過江                 |          |
| 1976 | 李小龍傳奇               |          |
| 1983 | 我愛夜來香               |          |
| 1986 | 惡男                     |          |
| 1986 | 原振俠與衛斯理           |          |
| 1986 | 最佳福星                 |          |
| 1988 | 公子多情                 |          |
| 1988 | 喜寶                     |          |
| 1989 | 奇蹟                     |          |
| 1990 | 靚足100分                |          |
| 1992 | 黃飛鴻笑傳               | 鴉片商人 |
| 1999 | 千禧巨龍                 |          |
| 2010 | 李小龍：我的兄弟         |          |
| 2016 | iGirl夢情人/我的極品女神 |          |
| 2017 | 追龍                     |          |

## 外部連結
- 官方網站 （页面存档备份，存于）
- 聶安達在互联网电影资料库（IMDb）上的資料（英文）
- 2008年新浪網訪問 （页面存档备份，存于）
- Anders Nelson唱片封面 （页面存档备份，存于）